# Spinaria philippinensis
Spinaria philippinensis är en stekelart som beskrevs av Günther Enderlein 1905. Spinaria philippinensis ingår i släktet Spinaria och familjen bracksteklar. Inga underarter finns listade i Catalogue of Life.